# Blue Valentine (álbum)
Blue Valentine es el sexto álbum de estudio del músico estadounidense Tom Waits, publicado en septiembre de 1978 por Asylum Records. El álbum fue grabado en seis sesiones de grabación entre julio y agosto de 1978 bajo la producción de Bones Howe.
La mujer retratada con Waits en la contraportada es Rickie Lee Jones, una cantante y compositora con la que Waits mantenía una relación sentimental en la época. Blue Valentine alcanzó el puesto 48 en la lista de éxitos de Australia a finales de 1978. 

## Lista de canciones
Todas las canciones compuestas por Tom Waits excepto donde se anota.

### Cara A
| N.º | Título                                        | Escritor(es)                                        | Duración |  |
| 1.  | «Somewhere» (Del musical West Side Story)     | Música: Leonard Bernstein - Letra: Stephen Sondheim | 3:53     |  |
| 2.  | «Red Shoes by the Drugstore»                  |                                                     | 3:14     |  |
| 3.  | «Christmas Card from a Hooker in Minneapolis» |                                                     | 4:33     |  |
| 4.  | «Romeo Is Bleeding»                           |                                                     | 4:52     |  |
| 5.  | «$29.00»                                      |                                                     | 8:15     |  |

### Cara B
| N.º | Título                                         | Duración |  |
| 1.  | «Wrong Side of the Road»                       | 5:14     |  |
| 2.  | «Whistlin' Past the Graveyard»                 | 3:17     |  |
| 3.  | «Kentucky Avenue»                              | 4:49     |  |
| 4.  | «A Sweet Little Bullet from a Pretty Blue Gun» | 5:36     |  |
| 5.  | «Blue Valentines»                              | 5:49     |  |

## Personal
- Tom Waits: voz, guitarra eléctrica y piano
- Ray Crawford: guitarra
- Roland Bautista: guitarra eléctrica
- Alvin "Shine" Robinson: guitarra eléctrica
- Scott Edwards: bajo
- Jim Hughart: bajo
- Byron Miller: bajo
- George Duke: piano
- Harold Battiste: piano
- Charles Kynard: órgano
- Herbert Hardesty: saxofón tenor
- Frank Vicari: saxofón tenor
- Rick Lawson: batería
- Earl Palmer: batería
- Chip White: batería
- Bobbye Hall Porter: congas  en "Romeo Is Bleeding"
- Bob Alcivar: orquestación